# Topoli (wieś w hromadzie Dworiczna)
Topoli (ukr. Тополі) – wieś na Ukrainie, w obwodzie charkowskim, w rejonie kupiańskim, w hromadzie Dworiczna. W 2001 liczyła 261 mieszkańców.